# Agnolo Gaddi
Agnolo Gaddi, auch Agnolo di Taddeo Gaddi (* um 1350 in Florenz; † 16. Oktober 1396 ebenda), war ein Ende des 14. Jahrhunderts in Florenz und Prato aktiver Maler. Zu seinen bedeutendsten Aufträgen zählen die großen Freskenzyklen in der Hauptchorkapelle der Florentiner Franziskanerkirche S. Croce und der Cappella del Sacro Cingolo in Santo Stefano in Prato.

## Leben
Agnolo Gaddi war der Sohn des Malers und Giotto-Mitarbeiters Taddeo Gaddi; sein Großvater Gaddo Gaddi war ebenfalls Maler. Seine Ausbildung scheint er in der Malerwerkstatt seiner Familie absolviert zu haben. 1369 arbeitete er erhaltenen Dokumenten zufolge zusammen mit den Malern Giottino, Giovanni da Milano und einem namentlich nicht bekannten Schüler seines Bruders Giovanni im Auftrag Papst Urbans V. im vatikanischen Palast; die Fresken sind nicht erhalten. In den Jahren 1381–1387 fertigte er Entwürfe für marmorne Figuren an der Loggia de’ Signori (Loggia dei Lanzi) an.
Agnolo Gaddis Ansehen belegt der Auftrag zu einem Freskenzyklus in der Hauptchorkapelle (Cappella Maggiore) in der Franziskanerkirche Santa Croce in Florenz, den er in den 1380er Jahren ausführte. Die Kapellenausstattung war 1380 von Jacopo degli Alberti gestiftet worden; die Wappen der Familie sind an der Stirnwand der Kapelle angebracht. Zwischen 1383 und 1385 entstand die Ausmalung der Cappella Castellani auf der Südseite des Querhauses von Santa Croce; ein Teil der Fresken wird Gherardo Starnina zugeschrieben. Die Stiftung der Kapelle war 1383 von Michele di Vanni Castellani in seinem Testament festgelegt worden.
In den 1390er Jahren war Agnolo Gaddi in Prato aktiv, wo er unter anderem zwischen 1392 und 1395 in der Cappella del Sacro Cingolo im Dom Santo Stefano in Prato den Freskenzyklus mit dem Leben der Maria und der Legende des Gürtelspende schuf. Der Gürtel der Gottesmutter galt als eine der wichtigsten Reliquien der Toskana und wurde in der Kapelle aufbewahrt.
Sein heute in San Miniato al Monte im sog. Tabernacolo del Crocifisso aufgestelltes Altarbild – ein Polyptychon mit San Giovanni Gualberto und weiteren Heiligen – blieb unvollendet. Agnolo Gaddi starb am 16. Oktober 1396 im Alter von etwa 45 Jahren in Florenz.
Tafelbilder von Agnolo Gaddi befinden sich unter anderem in der Accademia di Belle Arti in Florenz und in zahlreichen Sammlungen innerhalb und außerhalb Italiens.

## Rezeption
In der Vita Agnolos in seinen Lebensbeschreibungen (1550 bzw. 1568) behauptet Giorgio Vasari, dass sich Agnolo Gaddi von der Malerei abgewandt und für den Handel entschieden habe („fu dato più ai traffichi e alle mercanzie che all'arte della pittura“). Vermutlich handelt es sich dabei um eine bewusste Konstruktion Vasaris, der den als begabt, innovativ und fleißig charakterisierten Malern des Trecento Taddeo Gaddi, Stefano Fiorentino und Spinello Aretino ein negatives Beispiel gegenüberstellen wollte.

## Werkauswahl

### Tafelbilder
- Triptychon mit der Madonna und Heiligen (Altarretabel aus der Cappella Nobili, S. Maria degli Angeli, Florenz), 1388 (datiert, Rahmen im 19. Jahrhundert überarbeitet), Tempera und Blattgold auf Pappelholz, Berlin, Gemäldegalerie, Ident. Nr. 1039
- Tafel mit Madonna und Heiligen, Tempera und Blattgold auf Pappelholz, 72,4 × 54,8 cm, Berlin, Gemäldegalerie, Ident. Nr. III.72
- Tafel mit vier stehenden Heiligen, Tempera und Blattgold auf Pappelholz, 55,9 × 77,3 cm, Berlin, Gemäldegalerie, Ident. Nr. 1138
- Tafel mit drei Künstlern der Familie Gaddi, 1389, Tempera auf Holz, 47 × 89 cm, Uffizien, Florenz

### Fresken
- Legende des Heiligen Kreuzes, Freskenzyklus, 1385–1387, Florenz, Santa Croce, Cappella Maggiore
- Legenden der Heiligen Nikolaus von Bari, des Täufers Johannes, des Evangelisten Johannes und des Antonius Abbas, Freskenzyklus (gemeinsam mit Gherardo Starnina), 1383–1385, Florenz, Santa Croce, Cappella Castellani
- Legende des Heiligen Gürtels, Freskenzyklus, zwischen 1392 und 1396, Prato, Santo Stefano, Cappella del Sacro Cingolo

## Galerie

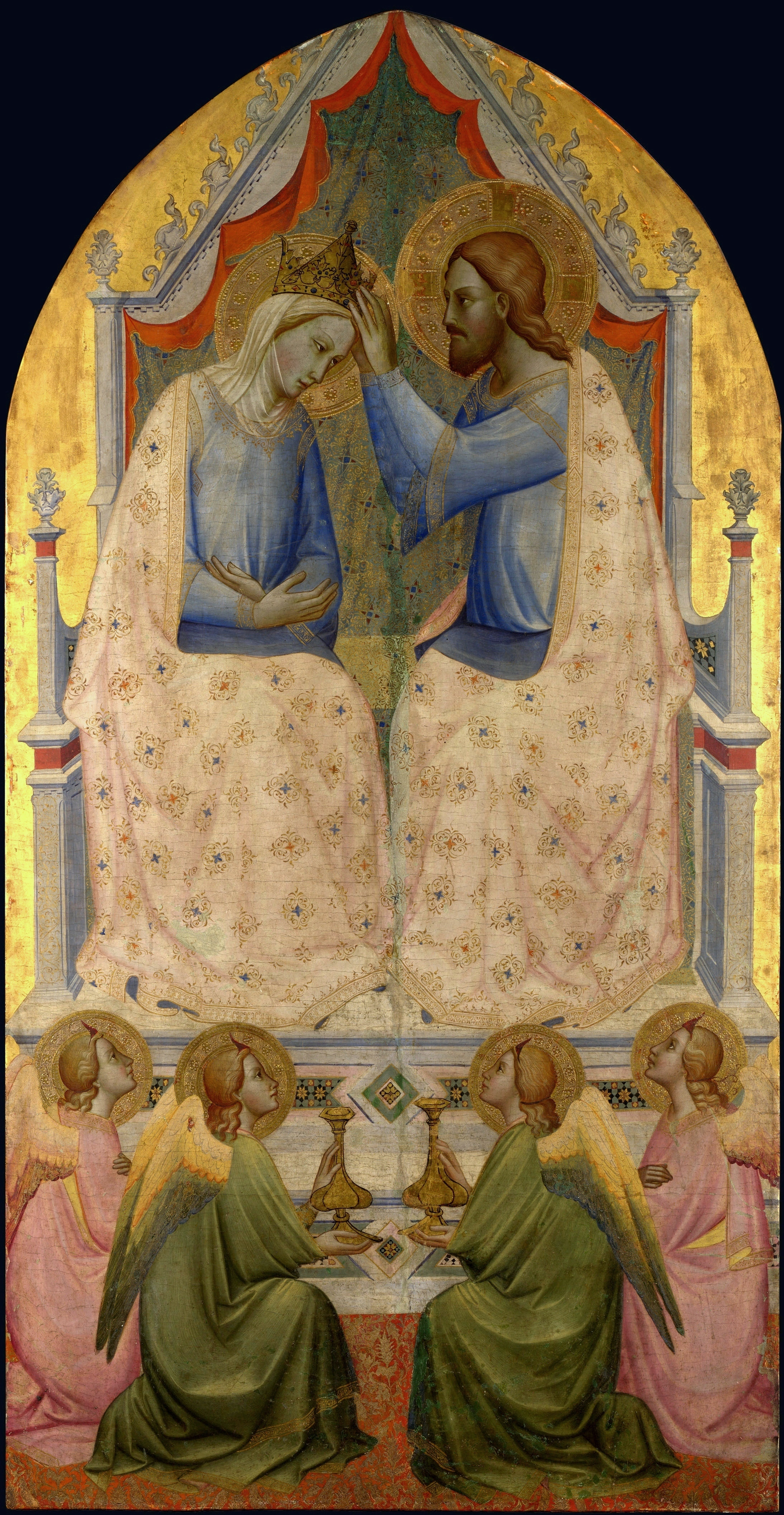
Agnolo Gaddi, Marienkrönung, um 1380, Tempera und Gold auf Holz, National Gallery London
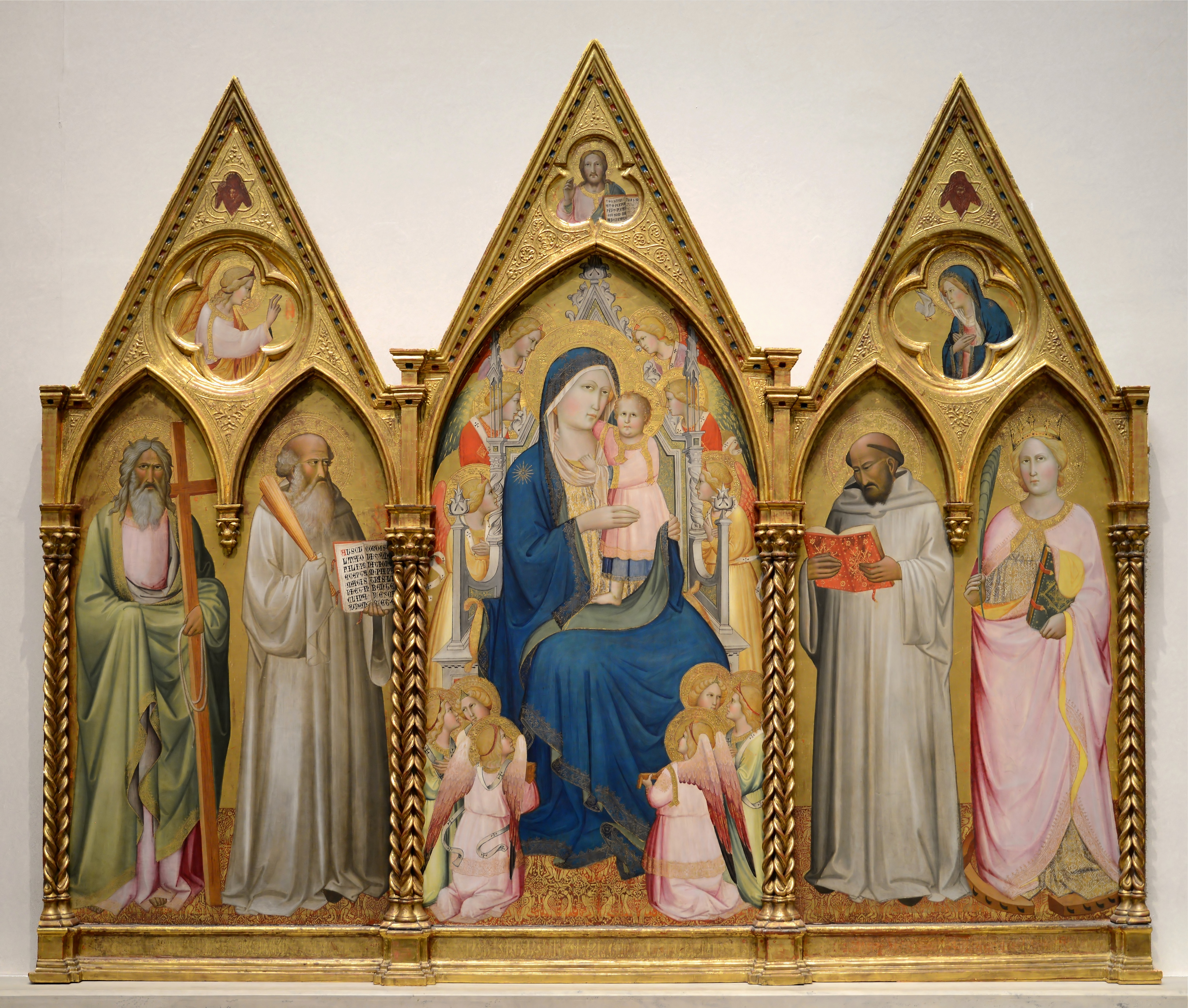
Agnolo Gaddi, Madonna mit Kind und den hll. Andreas, Benedikt, Bernhard und Katharina von Alexandrien mit Engeln, vor 1387, Tempera und Gold auf Holz, National Gallery of Art, Wash. DC
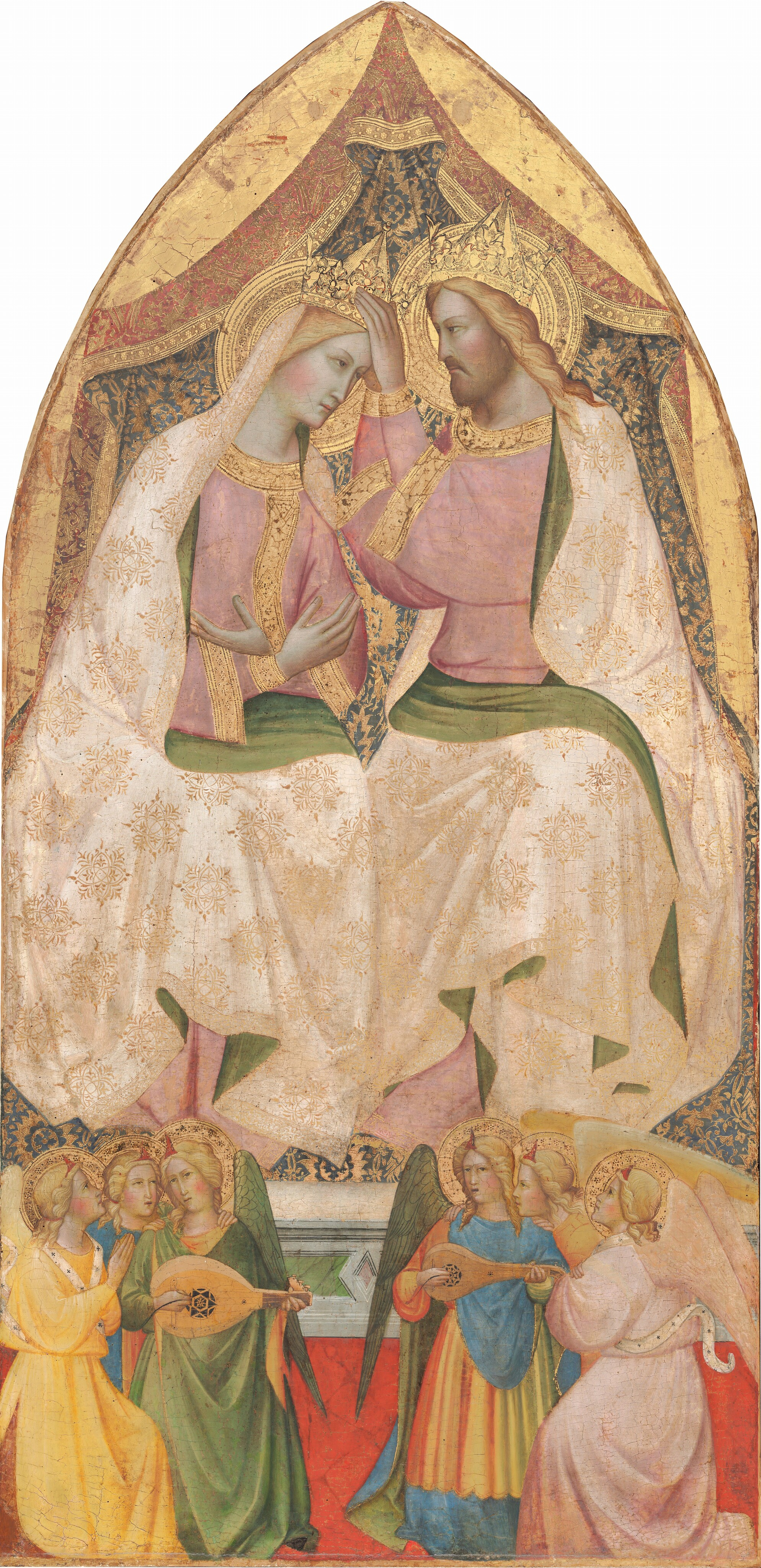
Agnolo Gaddi, Krönung Marias mit sechs Engeln, Tempera und Gold auf Holz, ca. 1390, National Gallery of Art
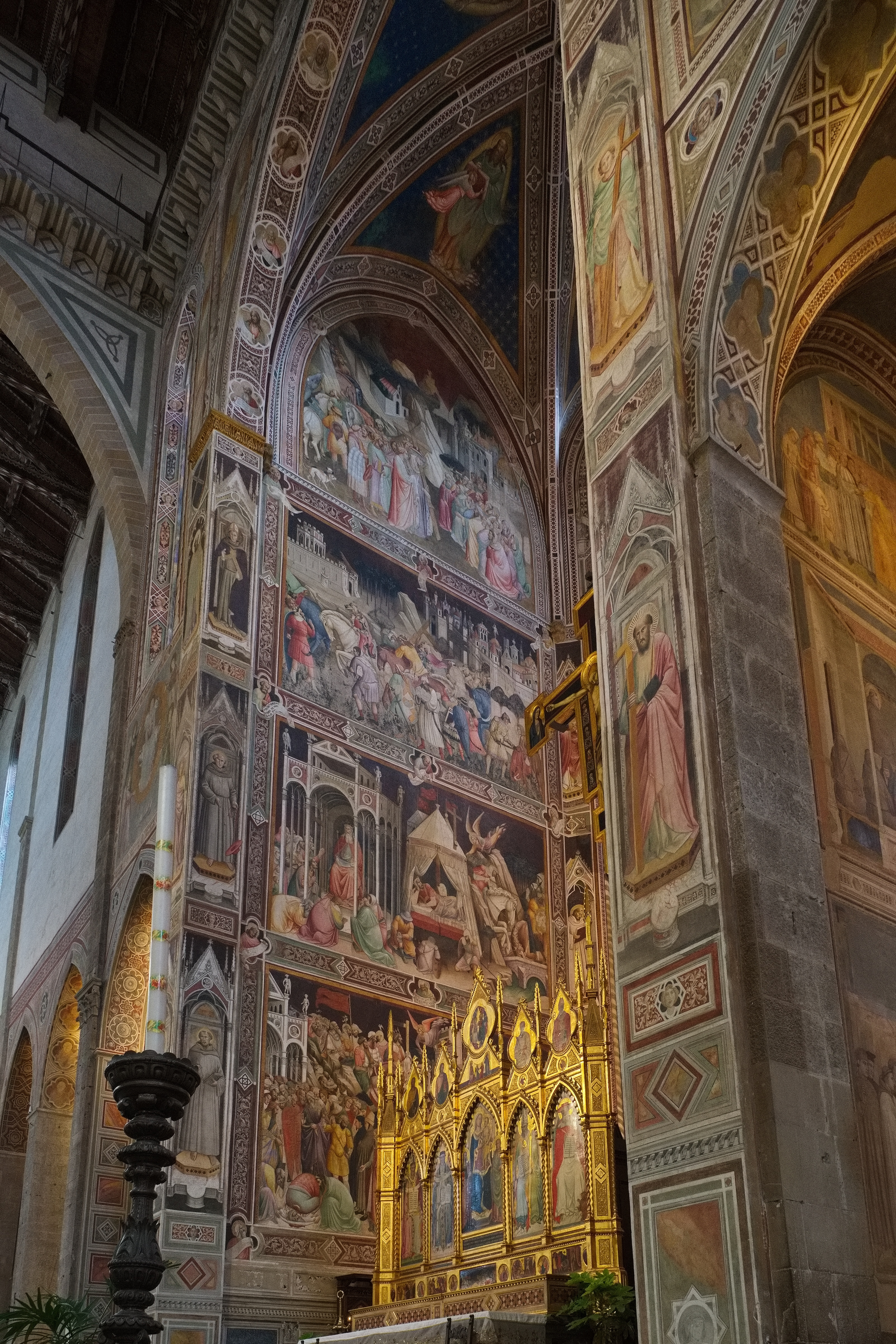
Legende des heiligen Kreuzes, 1385–1387, Nordwand der Apsis, Santa Croce, Florenz
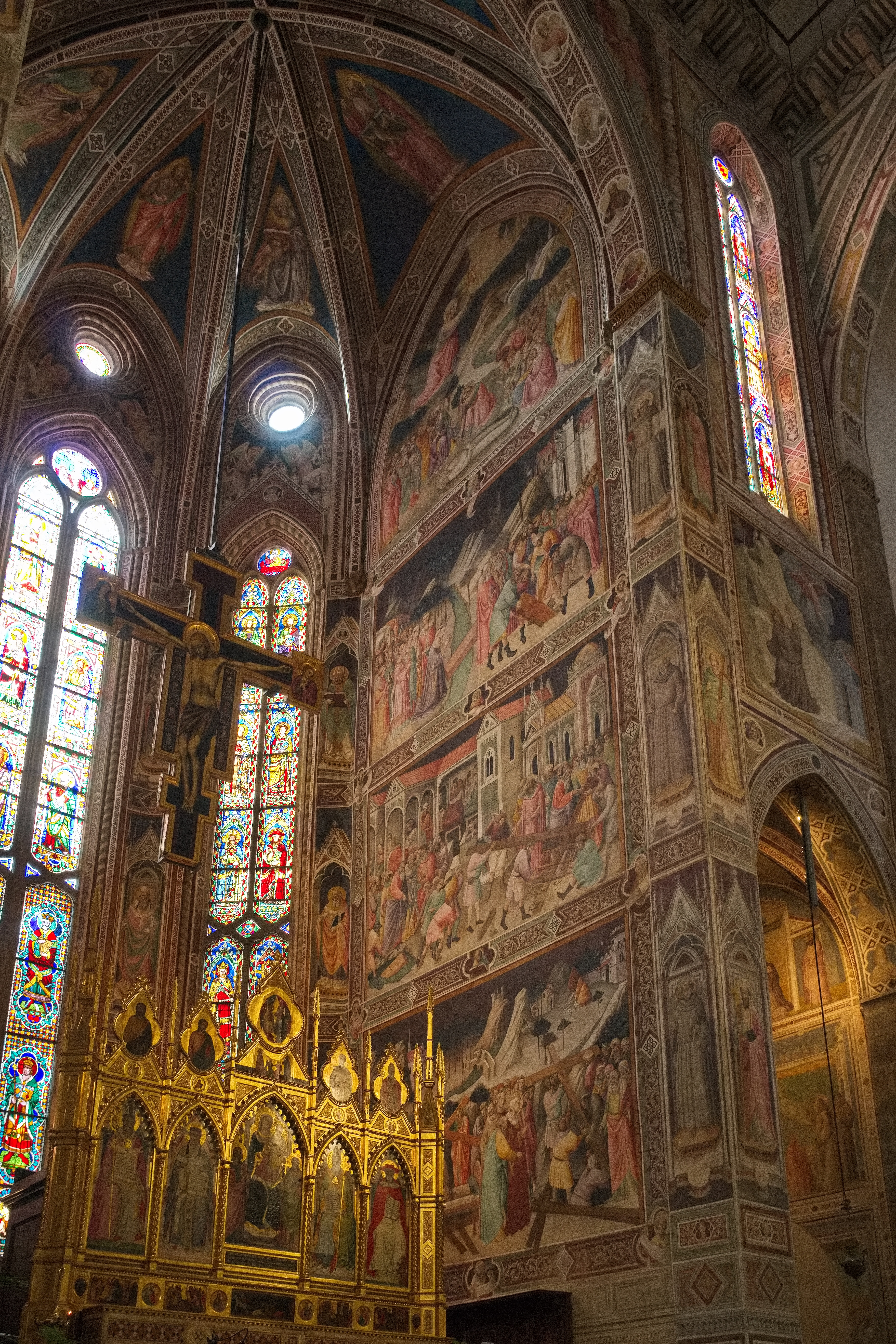
Legende des heiligen Kreuzes, 1385–1387, Südwand der Apsis, Santa Croce, Florenz